# Cuchillo de combate Fairbairn–Sykes

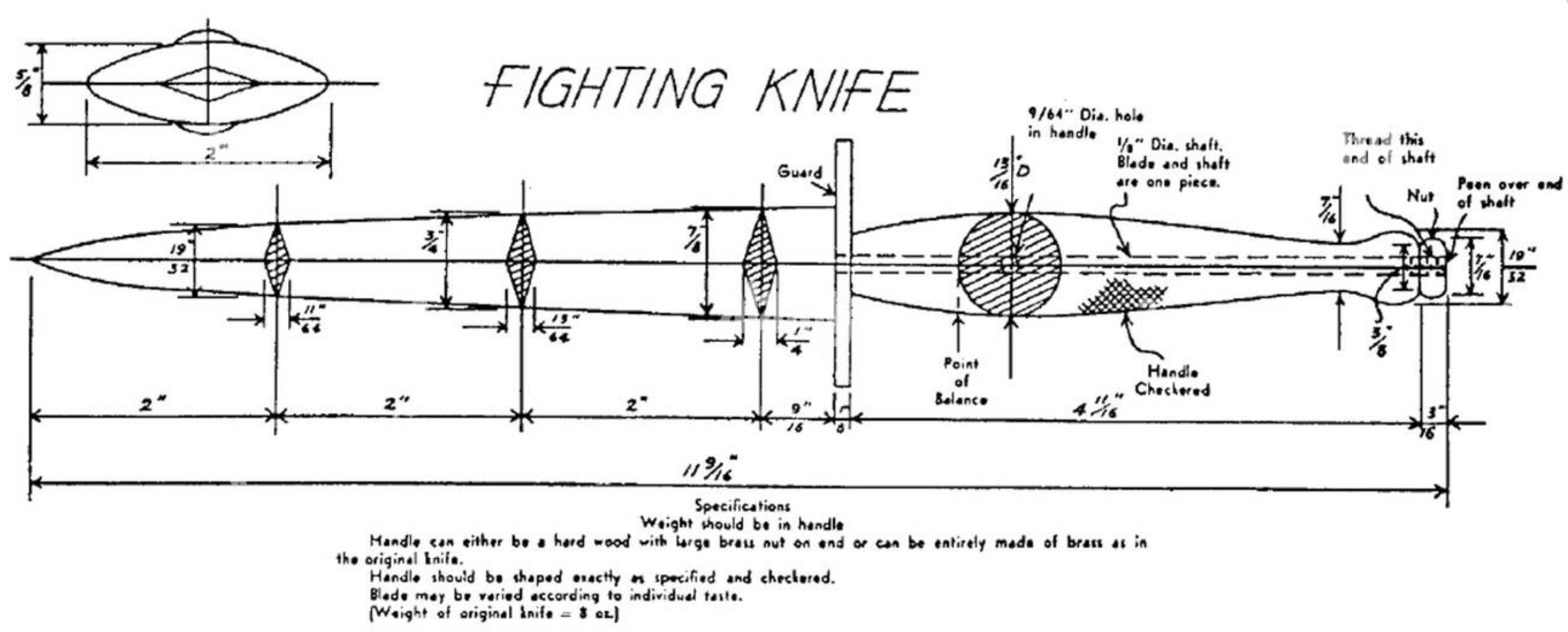
Diagrama de la daga Fairbairn and Sykes modelo FMFRP 12-80, Kill or Get Killed, hecho por Rex Applegate, quien trabajó con Fairbairn

La daga Fairbairn-Sykes, daga Fairbairn y Sykes, daga Fairbairn and Sykes o daga Fairbairn & Sykes es un cuchillo de combate de doble filo y con una lámina de agarre que fue creado por William Ewart Fairbairn y Eric Anthony Sykes en Shanghái, basado en conceptos que los dos hombres iniciaron antes de la Segunda Guerra Mundial, mientras servían en la Policía municipal de Shanghái en China.
La daga Fairbairn-Sykes se hizo famosa durante la Segunda Guerra Mundial cuando se les entregó a los Comandos británicos, las Fuerzas Aerotransportadas, el SAS y a muchas otras unidades, especialmente para los desembarcos de Normandía en junio de 1944. Con su hoja afilada, la daga Fairbairn-Sykes se describe con frecuencia como un estilete, un arma optimizada para apuñalar, aunque la daga Fairbairn-Sykes también puede usarse para infligir cortes a un oponente cuando sus bordes cortantes se afilan de acuerdo con las especificaciones. La Wilkinson Sword Company hizo el cuchillo con pequeñas variaciones de diseño de pomo y empuñadura. 
La daga Fairbairn-Sykes está fuertemente asociada con los comandos británicos y la Oficina de Servicios Estratégicos de Estados Unidos (OSS) y Marine Raiders (que basaron su cuchillo reglamentario en Fairbairn-Sykes), entre otras fuerzas especiales, unidades clandestinas y unidades de asalto. Aparece en las insignias de los Royal Marines británicos, el 1° Batallón de Comandos del Ejército Belga (Paracommandos), el Korps Commandotroepen holandés (ambos fundados en el Reino Unido durante la Segunda Guerra Mundial), y el primer comando australiano y el segundo regimiento de comandos, y los guardabosques del ejército de los Estados Unidos, ambos fundados con la ayuda de los comandos británicos. La Tercera División de Infantería canadiense que desembarcó en Juno Beach el día «D» y los hombres del Primer Batallón canadiense de paracaidistas que saltaron y lucharon usaron un gran número de cuchillos Fairbairn-Sykes de varios tipos, incluyendo algunos con empuñaduras de madera. Una daga Fairbairn-Sykes de oro macizo es parte del memorial de los comandos en la Abadía de Westminster.
El primer lote de cincuenta dagas daga Fairbairn-Sykes fue producido en enero de 1941 por Wilkinson Sword Ltd después de que Fairbairn y Sykes habían viajado a su fábrica desde el Centro de entrenamiento especial en Lochailort en noviembre de 1940 para discutir sus ideas para un cuchillo de combate.

## Diseño
La daga Fairbairn-Sykes fue diseñada exclusivamente para ataques sorpresa y peleas, con una hoja delgada que puede penetrar fácilmente una caja torácica. La empuñadura garantiza un agarre preciso, y el diseño de la hoja es especialmente adecuado para su uso como cuchillo de combate. La justificación de Fairbairn está en su libro Get Tough! (1942):

En combate cuerpo a cuerpo no hay más arma mortal que el cuchillo. Al elegir un cuchillo hay dos factores importantes a tener en cuenta: equilibrio y agudeza. La empuñadura debe caber fácilmente en su mano, y la hoja no debe ser tan pesada que tienda a resbalar la empuñadura de los dedos con un agarre flojo. Es esencial que la hoja tenga un punto punzante afilado y buenos bordes cortantes, porque una arteria desgarrada (en contra de un corte limpio) tiende a contraerse y detener el sangrado. Si una arteria principal se corta limpiamente, el hombre herido perderá rápidamente la conciencia y morirá.

La daga Fairbairn-Sykes fue producida con varios patrones. El cuchillo Shanghai en el que se basaba tenía solo 5,5 pulgadas (14 cm) de largo en la hoja. Los cuchillos del primer patrón tienen una hoja de 6,5 pulgadas (17 cm) con un área plana,ricasso o recazo, en la parte superior de la hoja que no estaba presente en el diseño original y cuya presencia no ha sido explicada por los fabricantes, bajo la S en forma de guardia cruzada. Los cuchillos del segundo patrón tienen una hoja un poco más larga (solo menos de 7 pulgadas (18 cm)), 2 pulgadas (5,1 cm) de ancho oval cruzado, moleteadopatrón de agarre y bola redondeada, y se puede estampar «INGLATERRA» (un requisito legal de los Estados Unidos al importar los cuchillos excedentes después de la Segunda Guerra Mundial, ya que tenían que mostrar el país de origen) en el lado del mango del protector cruzado. Algunos también pueden estar estampados con una «Flecha ancha»/ | \ Marca de problema británica y un número (por ejemplo, 21) en el lado opuesto del mango del protector transversal. Los cuchillos del tercer patrón también tienen una hoja de siete pulgadas de tamaño similar, pero la empuñadura fue rediseñada para tener un agarre anillado. Se dice que este agarre anillado ha angustiado a uno de los diseñadores originales, ya que desequilibró el arma y lo hizo más difícil de sostener cuando estaba mojado, pero fue utilizado por los fabricantes porque era fácil de producir y podía fabricarse con una aleación más barata y más abundante, en lugar de utilizar las escasas cantidades de existencias de latón que, por supuesto, se requerían para casquillos de municiones y otras aplicaciones vitales. William Rodgers, como parte del Grupo Egginton, ahora también produce una versión completamente negra del cuchillo, el que carece de marcas que muestren el fabricante para uso de la OTAN.

## Copias
Debido al éxito de la daga Fairbairn-Sykes en la Segunda Guerra Mundial y en las guerras de Corea y Vietnam, muchas compañías hicieron sus propias versiones de la daga Fairbairn-Sykes, como el Gerber Mark II de 1966.
Se fabricaron casi dos millones de cuchillos británicos. Las primeras etapas de producción fueron extremadamente limitadas y la demanda fue alta, y muchas tropas británicas intentaron comprar las suyas.

### Versión OSS

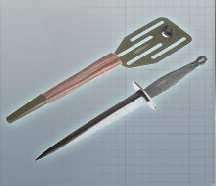
Representación del cuchillo utilizado por el OSS con su vaina distintiva. Colección del Museo de la CIA.

El OSS Stiletto era un cuchillo de doble filo basado en la daga Fairbairn–Sykes, la cual era tan admirada que el ejército estadounidense creó varios otros cuchillos de combate basados en ella. La oferta de fabricación de cuchillos de la Oficina de Servicios Estratégicos de los EE. UU. era aproximadamente una decimoquinta parte del equivalente británico, pero la versión estadounidense del cuchillo, fabricada por Landers, Frary & Clark, de Nueva Bretaña, Connecticut, estaba mal templada y era inferior a la británica FS Fighting Knife en materiales y mano de obra. Su reputación sufrió en consecuencia. Se produjeron un total de veinte mil unidades de la versión OSS. La daga OSS fue reemplazada oficialmente en servicio en 1944 por el cuchillo de combate M3 de EE. UU. La vaina para el estilete OSS parece literalmente una espátula de panqueque, pero esto se debe al diseño para que se pueda usar alto o bajo en el cinturón, o en ángulo hacia la izquierda o hacia la derecha. En teoría, esto daba un sistema de montaje muy adaptable, pero la chapa metálica era como un cuchillo en sí mismo, especialmente para un paracaidista.

## Otros cuchillos de Fairbairn
Al general Robert T. Frederick de la Brigada del Diablo (Primera Fuerza de Servicio Especial) se le atribuye un arma similar, el «V-42 Commando Knife» V-42 Stiletto, una derivación del diseño Fairbairn-Sykes. El V-42 fue fabricado por WR Case & Sons Cutlery Co. en los Estados Unidos alrededor de 1942-43 y se distingue principalmente por sus marcas y la presencia de una pequeña muesca ranurada para el pulgar del portador, para ayudar a orientar el cuchillo para apuñalar. Fairbairn ha recibido crédito total o parcial por el diseño de varios otros cuchillos de combate, incluido el smatchet.